# Liste des musées d'art les plus visités au monde
 (mai 2020).

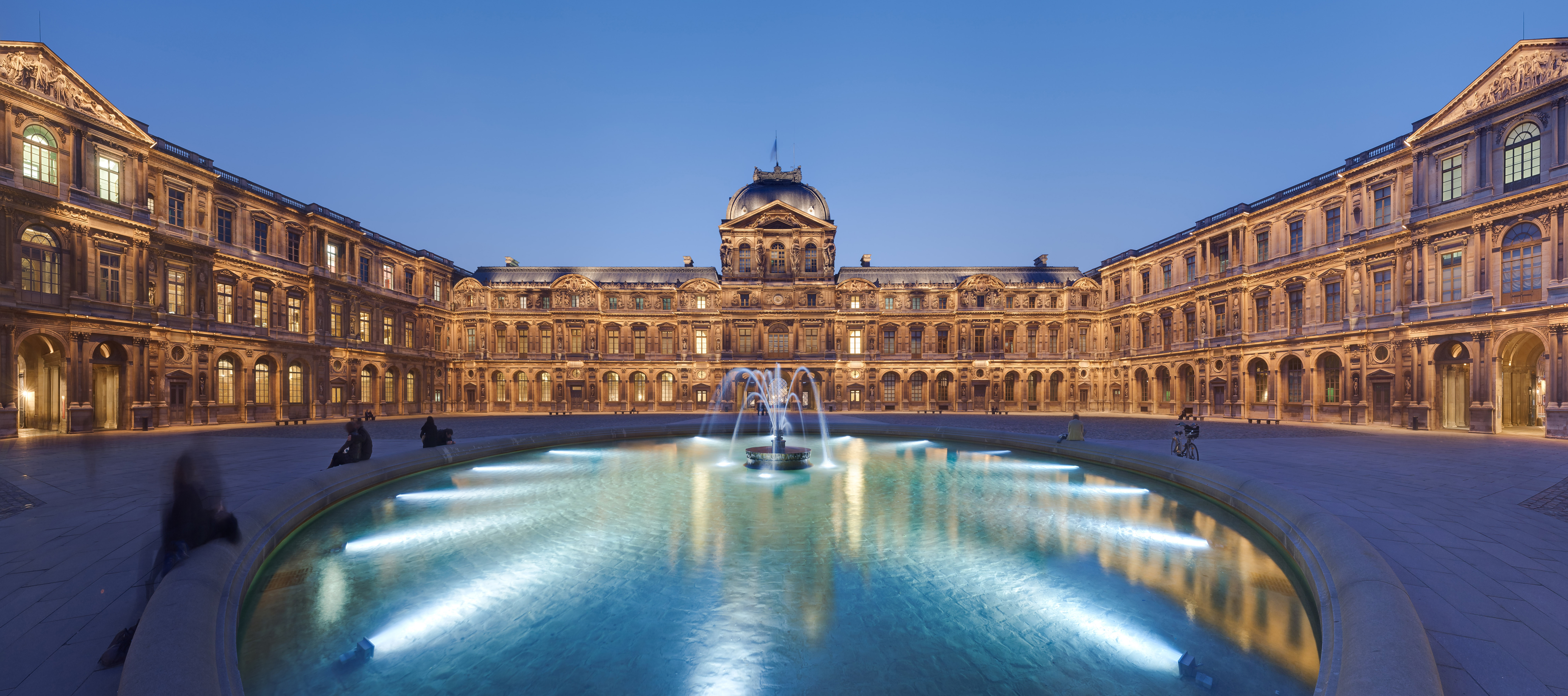
Musée du Louvre, Paris.

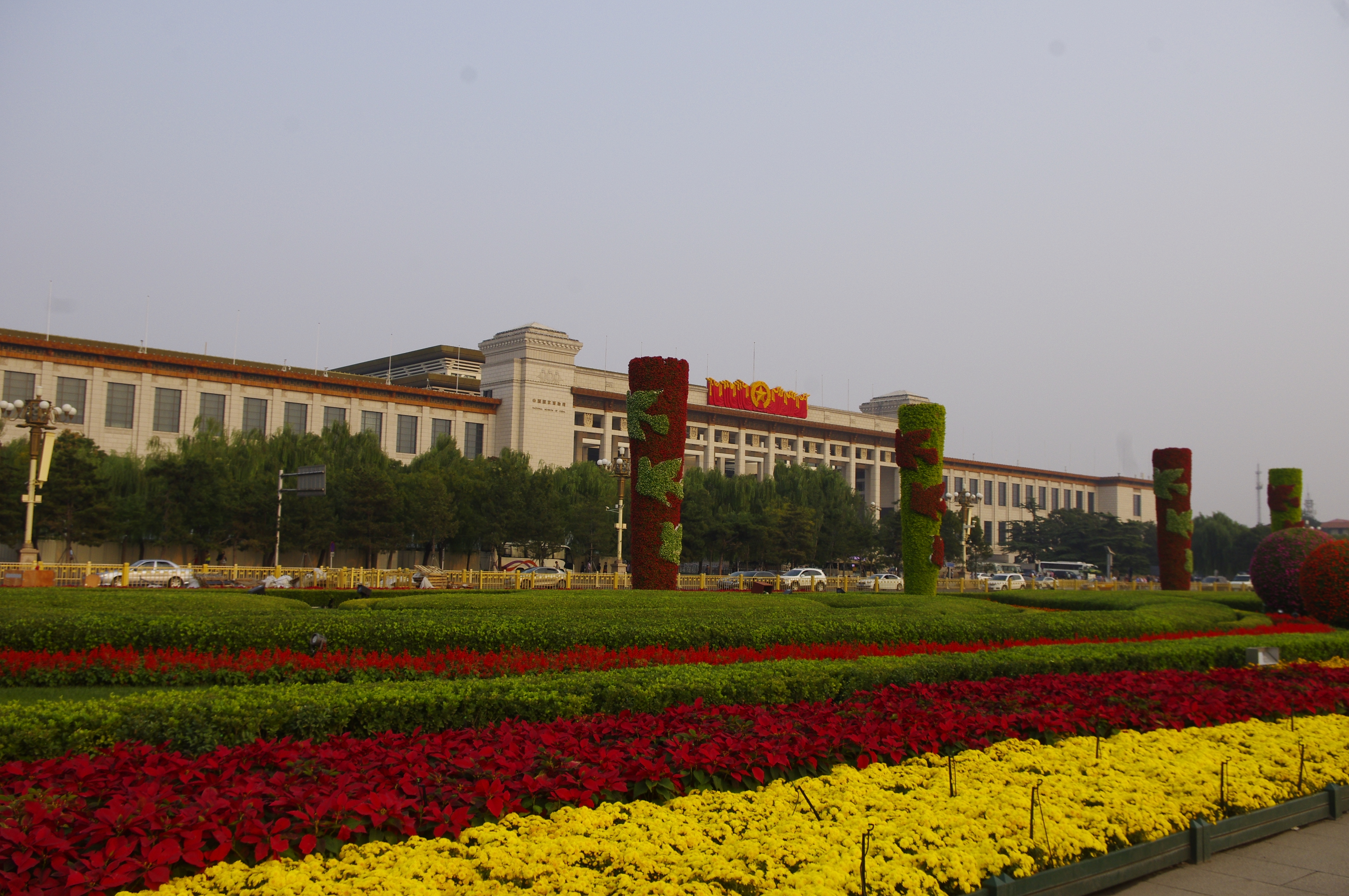
Musée national de Chine, Pékin.

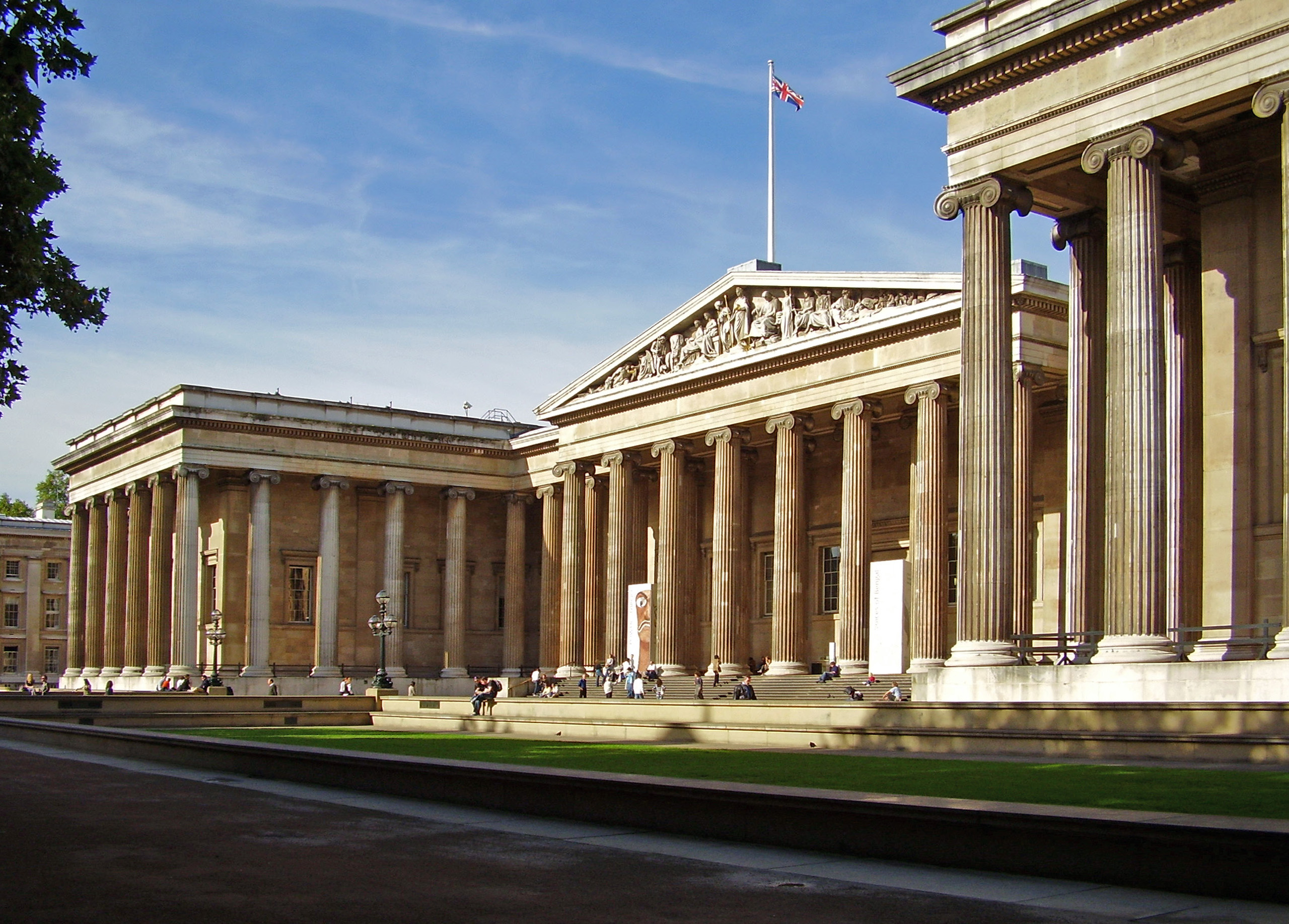
Le British Museum, Londres, Royaume-Uni.

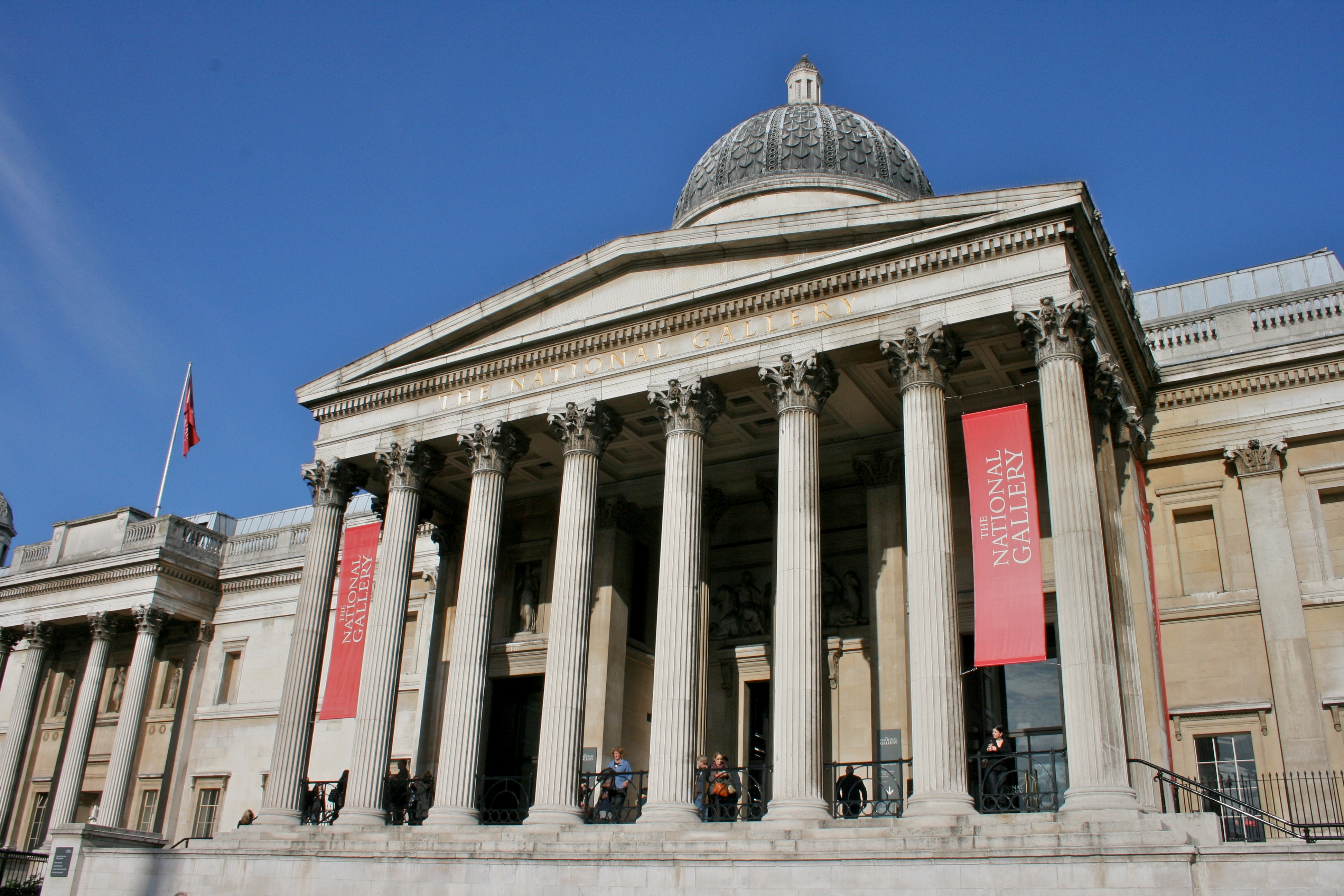
National Gallery, Londres, Royaume-Uni.

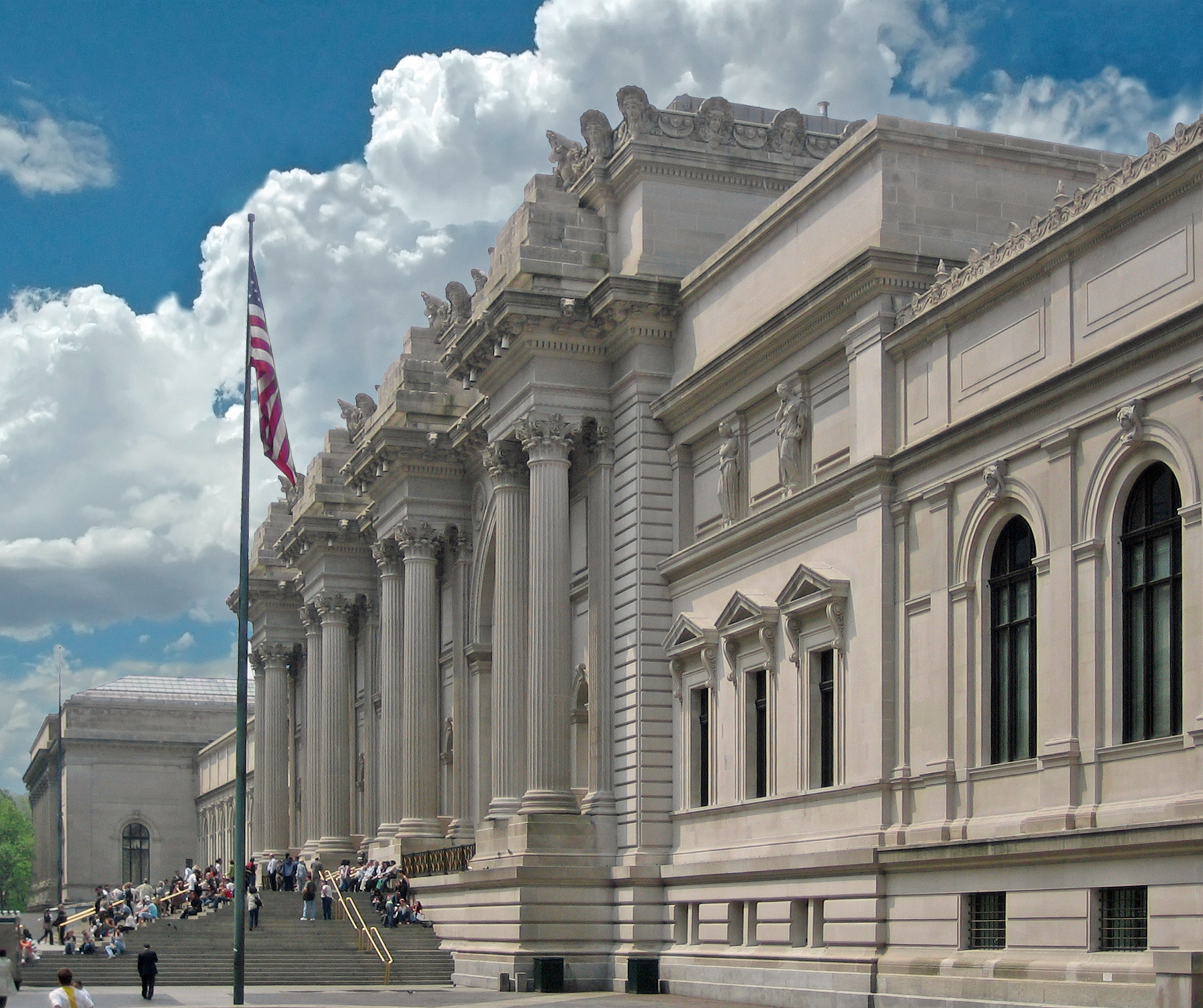
Le Metropolitan Museum of Art, New York, États-Unis.

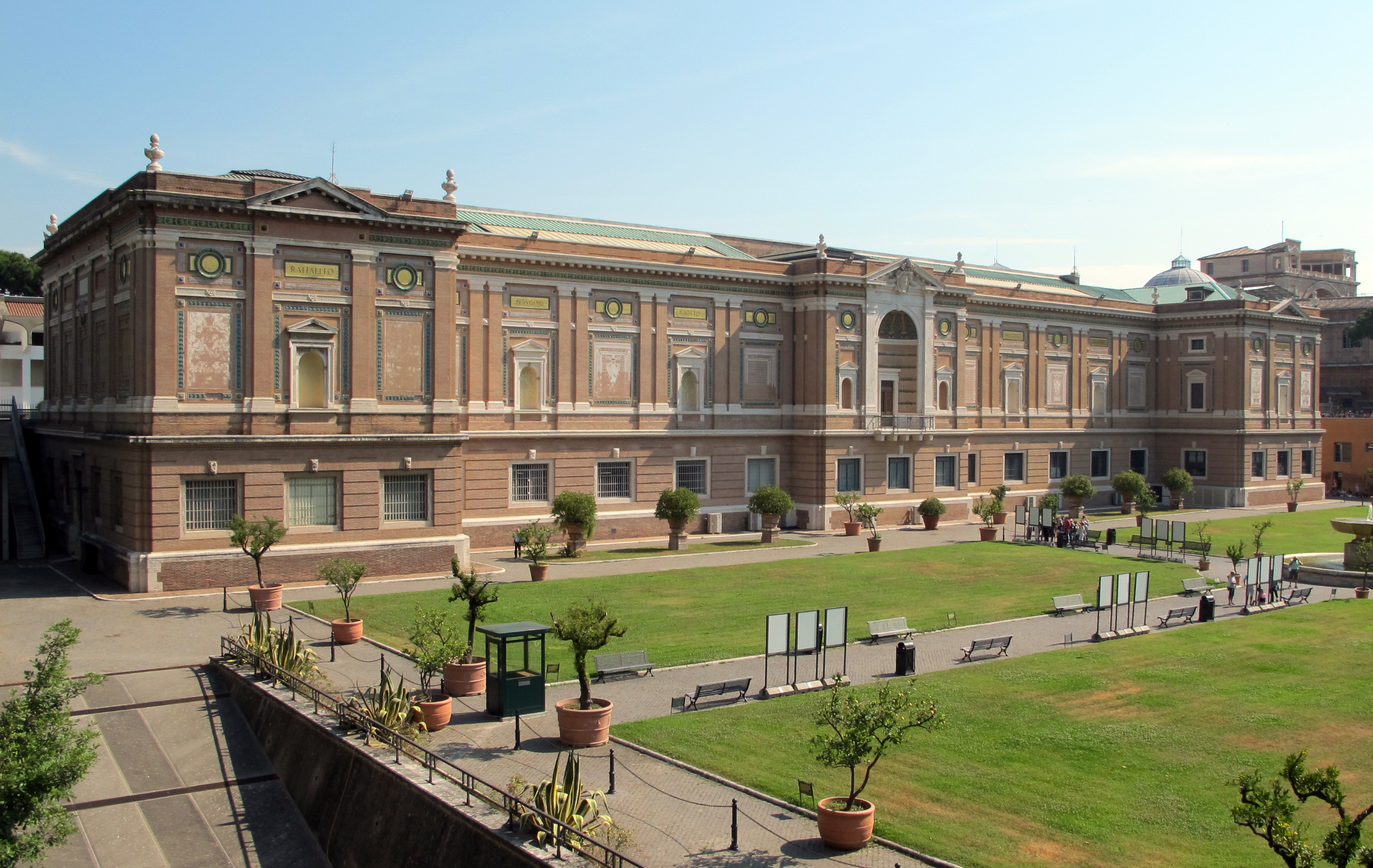
Musées du Vatican, Rome.

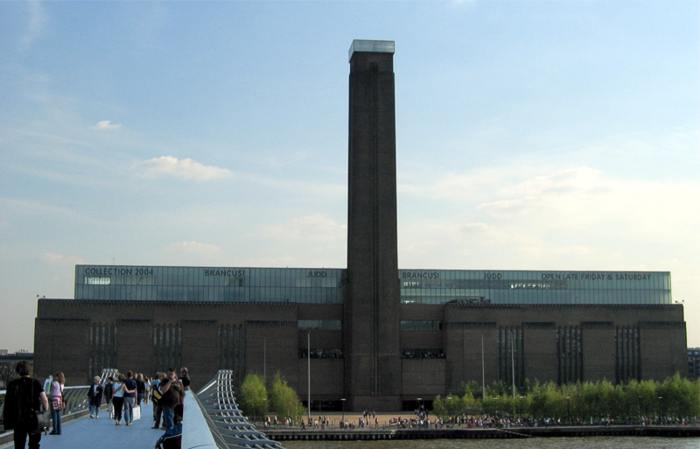
Tate Modern, Londres, Royaume-Uni.

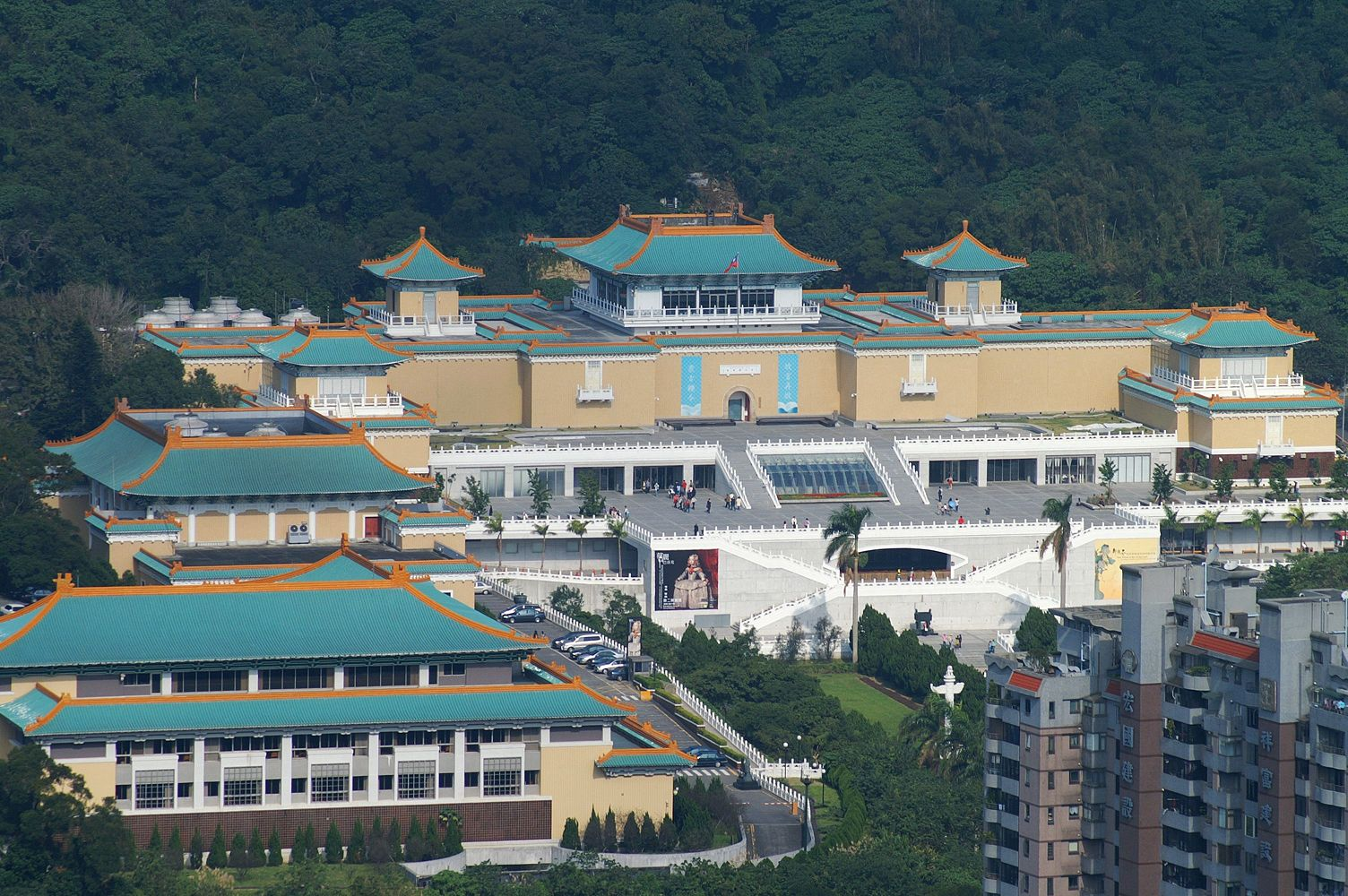
Musée national du Palais, Taipei.

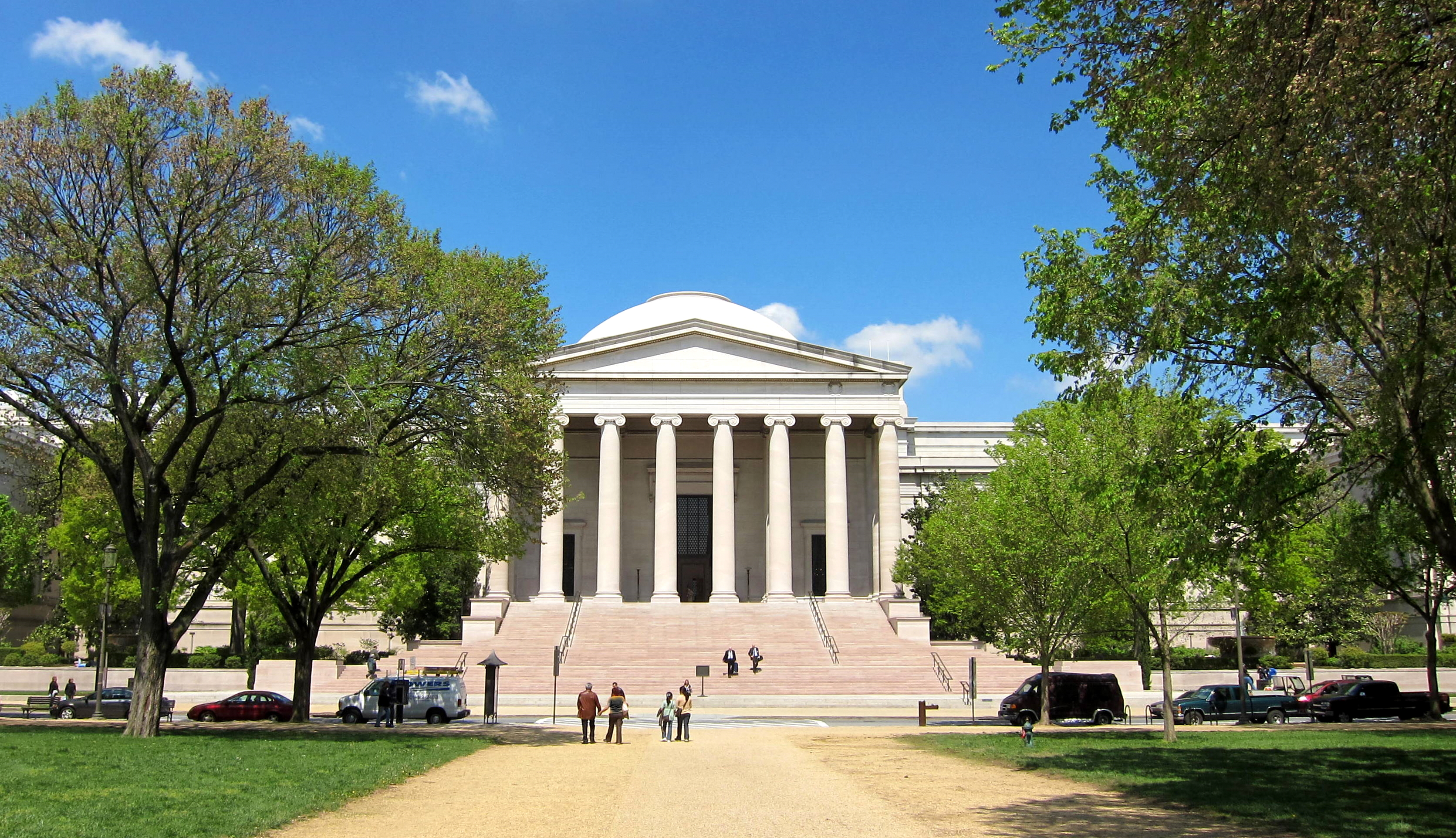
National Gallery, Washington, États-Unis.

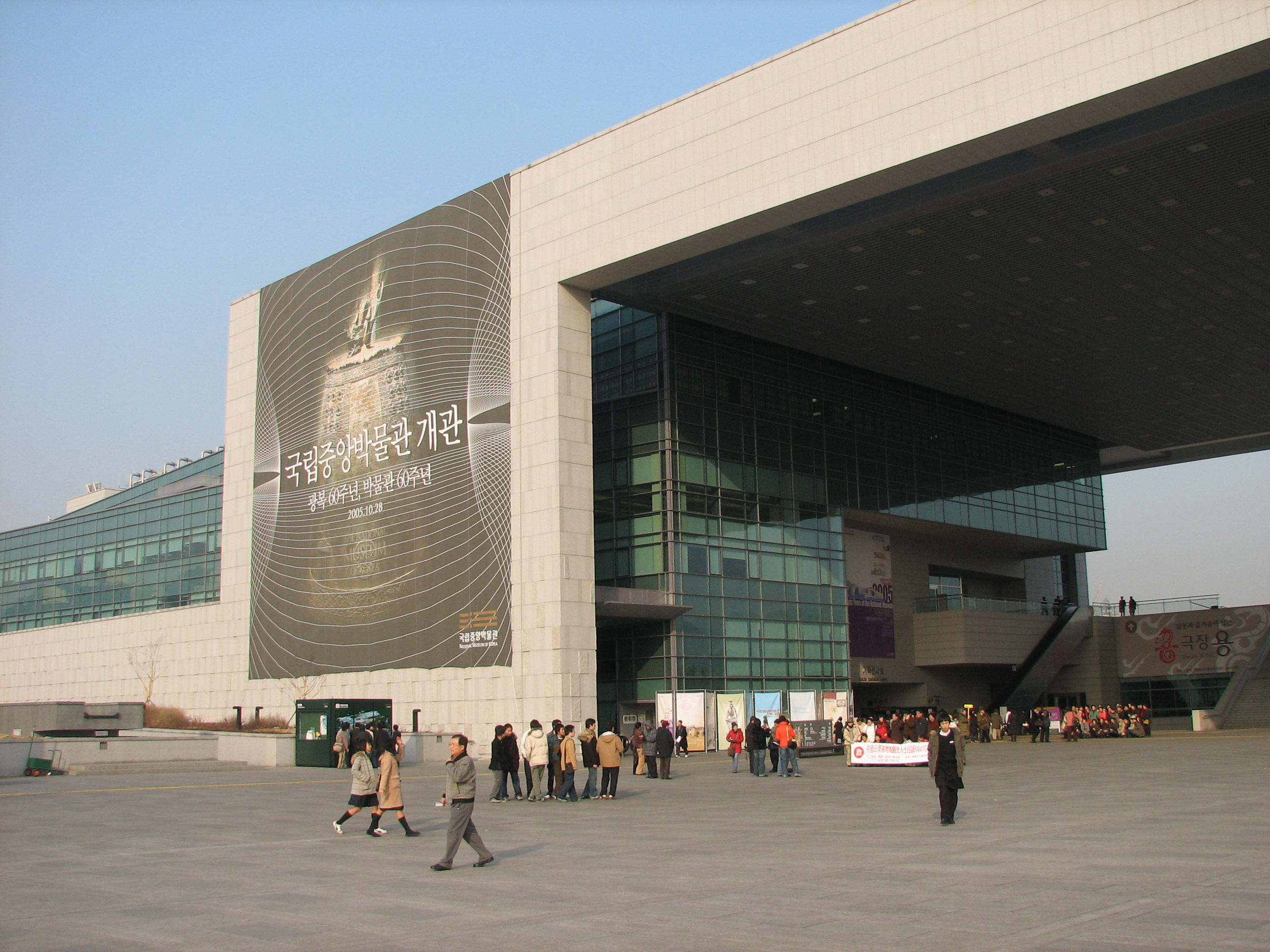
Musée national de Corée, Séoul, Corée du Sud.

Cette liste des musées d'art les plus visités au monde mentionne les musées exposant des œuvres d'art. Des musées comme le musée d'histoire naturelle de Londres sont exclus. Cette liste de 100 musées est basée sur un article publié en avril 2015 dans The Art Newspaper et traitant l'année 2014. Cette liste n'est pas complète et n'inclut pas tous les grands musées d'art. Ceux qui manquent sont donc intégrés dans le tableau mais non classés.

## Liste
| Rang | Musée                                                                                 | Ville             | Pays         | Nombre de visiteurs |
| ---- | ------------------------------------------------------------------------------------- | ----------------- | ------------ | ------------------- |
| 1    | Musée du Louvre                                                                       | Paris             | France       | 10 000 000          |
| 2    | Musée national de Chine                                                               | Pékin             | Chine        | 7 630 000           |
| 3    | British Museum                                                                        | Londres           | Royaume-Uni  | 6 695 213           |
| 4    | National Gallery                                                                      | Londres           | Royaume-Uni  | 6 416 724           |
| -    | Metropolitan Museum of Art                                                            | New York          | États-Unis   | 6 162 147           |
| 5    | Musées du Vatican                                                                     | Rome              | Vatican      | 5 891 332           |
| 6    | Tate Modern                                                                           | Londres           | Royaume-Uni  | 5 785 427           |
| 7    | Musée national du Palais                                                              | Taipei            | Taïwan       | 5 402 325           |
| 8    | National Gallery of Art                                                               | Washington        | États-Unis   | 3 892 459           |
| 9    | Musée national de Corée                                                               | Séoul             | Corée du Sud | 3 536 677           |
| 10   | Musée d’Orsay                                                                         | Paris             | France       | 3 500 000           |
| 11   | Centre Pompidou                                                                       | Paris             | France       | 3 450 000           |
| 12   | Musée folklorique national de Corée                                                   | Séoul             | Corée du Sud | 3 271 017           |
| 13   | Musée de l'Ermitage                                                                   | Saint-Pétersbourg | Russie       | 3 247 956           |
| 14   | Victoria and Albert Museum                                                            | Londres           | Royaume-Uni  | 3 180 450           |
|      | Musée du Zhejiang (en)                                                                | Hangzhou          | Chine        | 3 023 000           |
| 15   | Museum of Modern Art (MoMA)                                                           | New York          | États-Unis   | 3 018 266           |
|      | Musée du Henan                                                                        | Zhengzhou         | Chine        | 2 896 000           |
| 16   | Musée Reina Sofía                                                                     | Madrid            | Espagne      | 2 673 745           |
| 17   | Musée du Prado                                                                        | Madrid            | Espagne      | 2 536 844           |
| 18   | Somerset House                                                                        | Londres           | Royaume-Uni  | 2 463 201           |
| 19   | Rijksmuseum Amsterdam                                                                 | Amsterdam         | Pays-Bas     | 2 450 000           |
| 20   | Centro Cultural Banco do Brasil                                                       | Rio de Janeiro    | Brésil       | 2 399 832           |
| 21   | Centre national des Arts de Tokyo                                                     | Tokyo             | Japon        | 2 384 415           |
|      | Musée national d'anthropologie de Mexico                                              | Mexico            | Mexique      | 2 379 747           |
|      | Musée de Nankin                                                                       | Nankin            | Chine        | 2 360 000           |
| 22   | National Portrait Gallery                                                             | Londres           | Royaume-Uni  | 2 062 052           |
| 23   | National Gallery of Victoria (NGV international et Ian Potter Centre)                 | Melbourne         | Australie    | 2 035 033           |
| 24   | Musée de Shanghai                                                                     | Shanghai          | Chine        | 2 000 977           |
| 25   | Musée des Civilisations de l'Europe et de la Méditerranée (MuCEM)                     | Marseille         | France       | 1 996 154           |
| 26   | Galerie des Offices                                                                   | Florence          | Italie       | 1 935 901           |
| 27   | Musée national de Tokyo                                                               | Tokyo             | Japon        | 1 914 880           |
| 28   | Galerie nationale d'Écosse (Gallery, Portrait Gallery et GoMA)                        | Édimbourg         | Royaume-Uni  | 1 914 776           |
| 29   | Musée du Kremlin                                                                      | Moscou            | Russie       | 1 903 543           |
| 30   | Instituto Tomie Ohtake (pt)                                                           | São Paulo         | Brésil       | 1 864 022           |
| 31   | Grand Palais                                                                          | Paris             | France       | 1 855 346           |
| 32   | Getty Center et Villa Getty                                                           | Los Angeles       | États-Unis   | 1 788 646           |
|      | Musée des trois gorges                                                                | Chongqing         | Chine        | 1 700 000           |
| 33   | Musée national d'Écosse                                                               | Édimbourg         | Royaume-Uni  | 1 639 574           |
| 34   | Musée van Gogh                                                                        | Amsterdam         | Pays-Bas     | 1 608 849           |
| 35   | FAMSF : De Young Museum et Legion of Honor                                            | San Francisco     | États-Unis   | 1 586 480           |
| 36   | Musée Soumaya                                                                         | Mexico            | Mexique      | 1 528 851           |
| 37   | Musée du Quai Branly                                                                  | Paris             | France       | 1 495 817           |
|      | Musée de Suzhou                                                                       | Suzhou            | Chine        | 1 481 000           |
| 38   | Centro Cultural Banco do Brasil                                                       | Brasília          | Brésil       | 1 476 744           |
|      | Musée Salar Jung                                                                      | Hyderabad         | Inde         | 1 460 000           |
| 39   | Galerie Saatchi                                                                       | Londres           | Royaume-Uni  | 1 430 672           |
| 40   | Art Institute of Chicago                                                              | Chicago           | États-Unis   | 1 424 105           |
| 41   | Musée de l'Acropole                                                                   | Athènes           | Grèce        | 1 377 405           |
| 42   | Galerie Tretiakov                                                                     | Moscou            | Russie       | 1 376 639           |
| 43   | Tate Britain                                                                          | Londres           | Royaume-Uni  | 1 357 878           |
| 44   | Australian Centre for the Moving Image (ACMI)                                         | Melbourne         | Australie    | 1 353 718           |
| 45   | Palais des Doges                                                                      | Venise            | Italie       | 1 343 123           |
| 46   | Galleria dell'Accademia                                                               | Florence          | Italie       | 1 335 673           |
| 47   | Théâtre-musée Dalí                                                                    | Figuières         | Espagne      | 1 335 673           |
| 48   | Queensland Art Gallery et GoMA)                                                       | Brisbane          | Australie    | 1 290 497           |
| 49   | Musée national de Gyeongju                                                            | Gyeongju          | Corée du Sud | 1 253 356           |
| 50   | Musée d'art du comté de Los Angeles (LACMA)                                           | Los Angeles       | États-Unis   | 1 241 937           |
| 51   | National Portrait Gallery                                                             | Washington        | États-Unis   | 1 156 914           |
| 52   | Musée des beaux-arts de Boston                                                        | Boston            | États-Unis   | 1 132 206           |
| 53   | Kelvingrove Art Gallery and Museum                                                    | Glasgow           | Royaume-Uni  | 1 121 995           |
| 54   | Musée national d'art contemporain                                                     | Séoul             | Corée du Sud | 1 081 615           |
| 55   | Palais du Belvédère                                                                   | Vienne            | Autriche     | 1 075 178           |
| 56   | Musée Solomon R. Guggenheim                                                           | New York          | États-Unis   | 1 046 585           |
| 57   | Musée Guggenheim                                                                      | Bilbao            | Espagne      | 1 011 363           |
|      | Musée canadien de l'histoire                                                          | Gatineau          | Canada       | 1 016 030           |
| 58   | Musée des beaux-arts de Montréal                                                      | Montréal          | Canada       | 1 009 648           |
| 59   | Musée Thyssen-Bornemisza                                                              | Madrid            | Espagne      | 1 004 470           |
|      | Chhatrapati Shivaji Maharaj Vastu Sangrahalaya                                        | Bombay            | Inde         | > 1 000 000         |
| 60   | Musée de Pergame                                                                      | Berlin            | Allemagne    | 995 000             |
| 61   | Museu Nacional Honestino Guimarães                                                    | Brasilia          | Brésil       | 972 213             |
| 62   | Musée des beaux-arts de Houston                                                       | Houston           | États-Unis   | 945 405             |
| 63   | Musée royal de l'Ontario                                                              | Toronto           | Canada       | 934 384             |
| 64   | Musée Picasso                                                                         | Barcelone         | Espagne      | 919 814             |
| 65   | Imperial War Museum                                                                   | Londres           | Royaume-Uni  | 914 774             |
| 66   | Serpentine Gallery                                                                    | Londres           | Royaume-Uni  | 912 746             |
| 67   | Ullens Center for Contemporary Art (UCCA)                                             | Pékin             | Chine        | 851 347             |
| 68   | Musée d'art Mori                                                                      | Tokyo             | Japon        | 847 491             |
| 69   | Centro Cultural Banco do Brasil                                                       | São Paulo         | Brésil       | 844 792             |
| 70   | Seattle Art Museum : SAM Downtown, Seattle Asian Art Museum et Olympic Sculpture Park | Seattle           | États-Unis   | 832 437             |
| 71   | Royal Academy                                                                         | Londres           | Royaume-Uni  | 824 793             |
| 72   | Stedelijk Museum                                                                      | Amsterdam         | Pays-Bas     | 811 000             |
| 73   | Musée de l'orangerie                                                                  | Paris             | France       | 800 000             |
| 74   | Musée d'histoire de l'art                                                             | Vienne            | Autriche     | 798 524             |
| 75   | Martin-Gropius-Bau                                                                    | Berlin            | Allemagne    | 780 000             |
| 76   | Musée historique allemand                                                             | Berlin            | Allemagne    | 778 766             |
| 77   | CaixaForum                                                                            | Barcelone         | Espagne      | 775 068             |
| 78   | Musée des Confluences                                                                 | Lyon              | France       | 767 509             |
| 79   | Musée national d'art contemporain                                                     | Gwacheon          | Corée du Sud | 763 687             |
| 80   | Musée d'Israël                                                                        | Jérusalem         | Israël       | 760 696             |
| 81   | Musée des beaux-arts de l'Ontario                                                     | Toronto           | Canada       | 757 462             |
| 82   | Palais de Tokyo                                                                       | Paris             | France       | 756 000             |
| 83   | Musée national de l'art occidental                                                    | Tokyo             | Japon        | 753 428             |
| 84   | Bibliothèque Huntington                                                               | San Marino        | États-Unis   | 738 483             |
| 85   | Musée national d'art de Catalogne                                                     | Barcelone         | Espagne      | 718 230             |
| 86   | Minneapolis Institute of Art                                                          | Minneapolis       | États-Unis   | 698 467             |
| 87   | CaixaForum Madrid                                                                     | Madrid            | Espagne      | 696 592             |
| 88   | Musée national d'Australie-Méridionale                                                | Adélaïde          | Australie    | 690 637             |
| 89   | Musées royaux des beaux-arts de Belgique                                              | Bruxelles         | Belgique     | 682 130             |
| 90   | Musée d'art de Dallas                                                                 | Dallas            | États-Unis   | 668 000             |
| 91   | Galerie nationale d'Australie                                                         | Canberra          | Australie    | 660 374             |
| 92   | Frederik Meijer Gardens and Sculpture Park                                            | Grand Rapids      | États-Unis   | 654 167             |
| 93   | Musée national de New Delhi                                                           | New Delhi         | Inde         | 650 000             |
| 94   | Musée d'art moderne Louisiana                                                         | Humlebæk          | Danemark     | 647 857             |
| 95   | Musée du Templo Mayor                                                                 | Mexico            | Mexique      | 646 367             |
| 96   | Philadelphia Museum of Art                                                            | Philadelphie      | États-Unis   | 643 096             |
| 97   | Musée national de Cracovie                                                            | Cracovie          | Pologne      | 641 013             |
| 98   | Centro Cultural Banco do Brasil                                                       | Belo Horizonte    | Brésil       | 633 253             |
| 99   | Neues Museum                                                                          | Berlin            | Allemagne    | 633 000             |
| 100  | Musée d'art moderne d'Istanbul                                                        | Istanbul          | Turquie      | 632 900             |
| 101  | Detroit Institute of Arts                                                             | Détroit           | États-Unis   | 629 909             |
| 102  | Galerie d'art moderne                                                                 | Glasgow           | Royaume-Uni  | 622 284             |
| 103  | Triennale                                                                             | Milan             | Italie       | 615 732             |